# اسفنکتر درونی مقعد
اسفنکتر درونی مقعد یا کِش کون (انگلیسی: Internal anal sphincter) نامی است که به ضخامتی از لایه مدور پوشش ماهیچه‌ای در انتهاء دمی راست‌روده نهاده‌اند.
همانطور که میدانید این اسنفکتر از جنس ماهیچه صاف(دوکی شکل تک هسته ای) است و یک نوع ماهیچه حلقوی است.
عملکرد این ماهیچه به صورت غیرارادی است یعنی :تحت کنترل دستگاه عصبی خودگردان(دستگاه عصبی خودگردان) است.

## نگارخانه

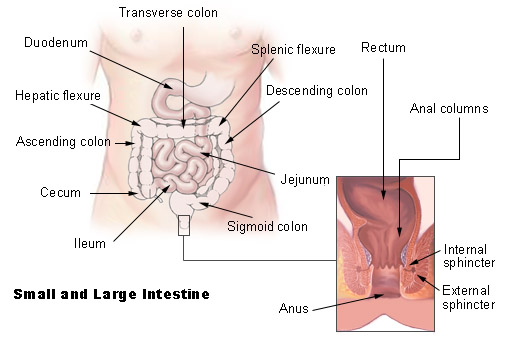
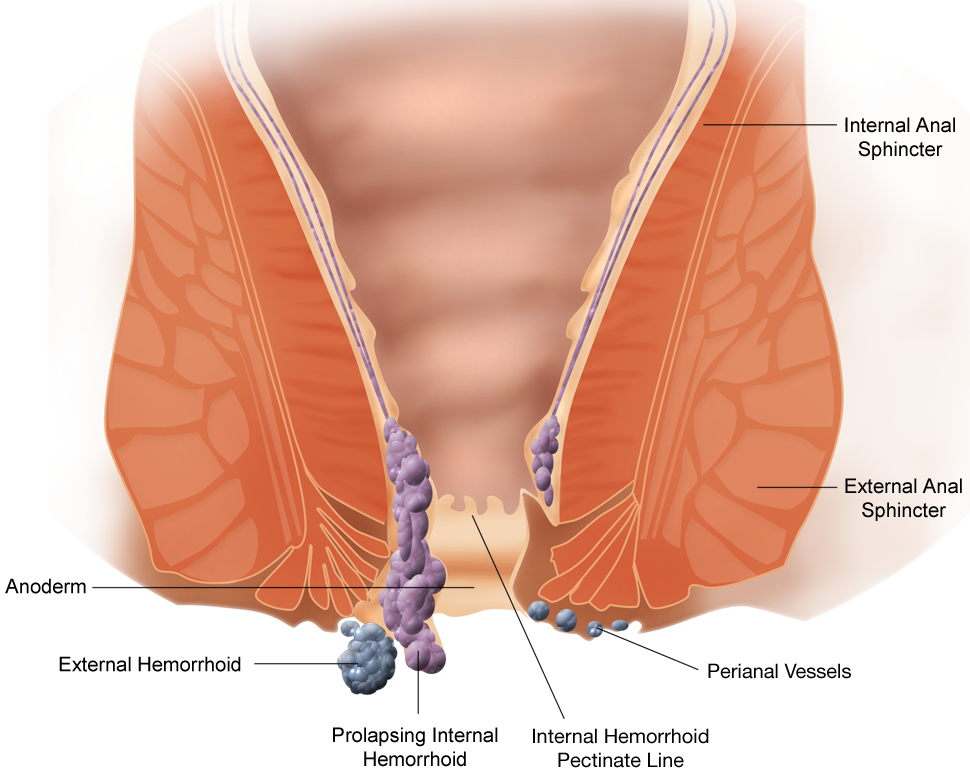